# Mullach Fraoch-choire
Mullach Fraoch-choire är ett berg i Storbritannien.   Det ligger i kommunen Highland och riksdelen Skottland, i den nordvästra delen av landet, 700 km nordväst om huvudstaden London. Toppen på Mullach Fraoch-choire är 1 102 meter över havet.
Terrängen runt Mullach Fraoch-choire är huvudsakligen kuperad. Trakten runt Mullach Fraoch-choire är nära nog obefolkad, med mindre än två invånare per kvadratkilometer. Trakten runt Mullach Fraoch-choire består i huvudsak av gräsmarker.